# 帽子裡的貓
《戴帽子的貓》（英語：The Cat in the Hat）是一本於1957年出版的儿童文学，由美國作家兼插畫家蘇斯博士創作。故事圍繞一隻帶有紅白條紋高帽子、手拿柺杖、古靈精怪的戴帽子的貓展開。
本書的創作背景可追溯至1950年代美國社會對幼兒期識字教育的關注與辯論，尤其針對傳統啟蒙讀本（如《迪克與珍》系列）過於呆板、難以激發閱讀興趣的批評聲浪。當時霍頓米夫林公司教育部門主管威廉·斯波爾丁（William Spaulding）邀請蘇斯博士創作一本兼具趣味性與教學功能的新型讀本。兩人曾於第二次世界大戰期間共事。儘管蘇斯博士當時已與兰登书屋簽有合約，最終雙方達成協議：由霍頓米夫林發行學校用版本，而蘭登書屋則負責書店通路的商業版發行。
蘇斯博士對本書的創作過程曾有多種說法，但最廣為人知的是，他在受限於一份約含250個基本詞彙的單字表時感到相當挫折，於是決定從中挑選兩個押韻的單字作為故事的起點。最終，他選中了「cat」（貓）和「hat」（帽子）這兩個詞。《戴帽子的貓》出版後即廣獲好評，不僅評論界盛讚其為傳統啟蒙讀本的嶄新替代品，市場亦迅速展現熱烈迴響，三年間銷量突破百萬冊。《出版人周刊》在2001年將本書列為史上最暢銷兒童書籍第九名。本書的成功促使蘇斯博士與他人共同創立初學者圖書出版社，專門出版針對初學閱讀兒童的作品。
自出版以來，戴帽子的貓已成為蘇斯博士最具代表性的經典角色，甚至被選為蘇斯博士企業的吉祥物。該作曾被改編為1971年動畫電視特別節目以及2003年真人電影，戴帽子的貓亦在多部相關作品與跨媒體商品中頻繁登場。

## 劇情大綱
在一個又冷又濕的雨天裡，一位小男孩和妹妹莎莉無聊地待在家裡。他們百無聊賴地坐在窗邊，看著灰濛濛的天氣發呆。突然一聲巨響打破了寧靜，一隻高大、擬人化、頭戴紅白條紋高帽、繫著紅色領結的神祕戴帽子的貓闖入屋內。他自稱為「戴帽子的貓」，熱情地提議用他所知道的一些戲法來娛樂孩子們。然而，家中的寵物金魚立刻表達反對，認為這隻貓不應該留在屋裡。但戴帽子的貓對金魚的勸阻置若罔聞，反而拿起雨傘表演特技，用傘尖把金魚缸高高頂起來，引起一陣驚呼。
遊戲很快變得越來越瘋狂。戴帽子的貓站上球體，在四肢上同時堆疊各種家中物品，試圖展示他的平衡技巧。最終他失去控制而重重摔落，手上的物品也一併灑落四周，客廳一片混亂。金魚再次譴責他的胡鬧，但戴帽子的貓絲毫不以為意，反而興致勃勃地提議玩下一個遊戲。這次他從門外搬來一個大紅箱子，並從中釋放出兩個一模一樣的小傢伙，分別被稱為「一號物」與「二號物」。這兩個身穿紅色制服、擁有藍色頭髮的調皮角色一出場便開始搗蛋。他們在屋內放風箏、撞倒牆上的畫作，甚至拿起母親新買的波點洋裝揮舞，引發更大的混亂。
就在這時，金魚從窗外驚恐地發現，孩子們的母親正走在回家的路上。小男孩立刻拿起捕網成功將一號物與二號物制服，並把他們塞回紅箱中。戴帽子的貓似乎感到羞愧，默默地拖著箱子走出門外，留下滿屋凌亂。令人意外的是，戴帽子的貓很快又回來了，這次他駕駛著一台奇特的清理機器，在短時間內將整個屋子恢復原狀，打掃得一塵不染。金魚與孩子們都鬆了一口氣。收拾完畢後，戴帽子的貓悄然離去，正好在母親進門前消失無蹤。
當母親踏進家門，看見家中井然有序，便問道：「你們在我不在的時候都做了些什麼呢？」面對這個問題，孩子們遲疑不語。故事的結尾則將問題拋向讀者：「如果是你遇到這種情況，你會怎麼回答媽媽呢？」

## 背景

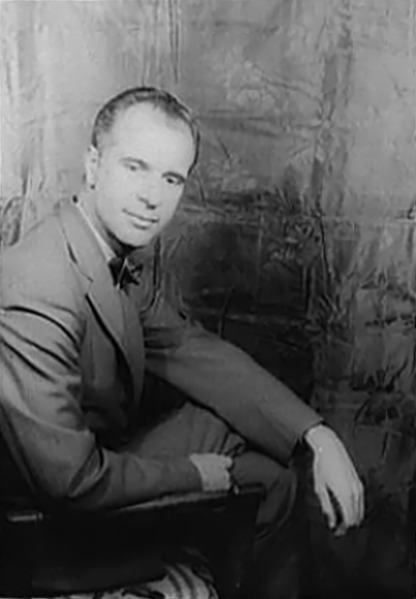
約翰·赫西撰寫的關於兒童識字教育的文章，啟發了《戴帽子的貓》的創作。

本書作者「蘇斯博士」希奧多·蘇斯·蓋索創作《戴帽子的貓》的原因，源自對1954年5月24日刊登於《生活》雜誌上一篇文章的回應。該文由約翰·赫西撰寫，標題為〈為什麼學生在第一個R（閱讀）就卡住了？一個地方委員會為全國問題提供了解答：閱讀〉（"Why Do Students Bog Down on First R? A Local Committee Sheds Light on a National Problem: Reading"）。
在這篇文章中，赫西批評當時學校使用的啟蒙讀本，如《迪克與珍》系列系列，認為這些教材內容呆板、插圖缺乏生氣：
孩子們在教室裡接觸到的書，插圖毫無生氣，只描繪經過過度理想化的兒童生活……書中的男孩與女孩異常有禮、異常整潔……而書店裡卻隨處可見更生動有趣的書，描繪奇妙的動物與自然行為（也就是偶爾會調皮搗蛋）的孩子們……如果學校董事會願意推動，出版商當然可以為啟蒙讀本製作出這樣的內容。
在詳盡分析造成學生閱讀障礙的原因後，赫西在文末拋出一個問題：
為什麼學校的啟蒙讀本不能有更具想像力、啟發性的插圖，就像那些風格奇幻的兒童畫家所創作的畫作，例如坦尼爾、皮爾、「蘇斯博士」或華特·迪士尼？
這篇文章引起了威廉·斯波爾丁（William Spaulding）的注意。他曾在戰時與蓋索結識，當時擔任霍頓米夫林公司教育部門主管。 斯波爾丁也讀過魯道夫·弗萊許於1955年出版的的暢銷書《為什麼強尼不會讀書》，弗萊許在書中同樣批評啟蒙讀本過於乏味，並指出這些教材依賴整詞辨認法而非自然拼读，不利於孩子建立閱讀能力。
1955年，斯波爾丁邀請蓋索在波士頓共進晚餐，並在席間提議他創作一本「專為六至七歲、已具備基本閱讀能力的兒童設計」的書。據說他甚至向蓋索提出挑戰：「寫一本一年級小孩一拿起就放不下的書給我看看！」
在《為什麼強尼不會讀書》一書的最後，弗萊許列出了一份由72組單字組成的清單，內容涵蓋小學生應掌握的基本詞彙。斯波爾丁也為蓋索準備了一份類似的詞彙表。 蓋索後來告訴傳記作家茱蒂絲與尼爾·摩根（Judith and Neil Morgan），斯波爾丁給了他一份包含348個六歲兒童應該認識的單字清單，並要求他寫的書中所使用的字彙不得超過225個。
然而，據菲利普·尼爾指出，蓋索在1964至1969年間的多次訪談中提供了不同的數據。他有時表示可用字彙為200至250個，來源清單則在300至400個之間。最終，《戴帽子的貓》實際使用了236個不同的單字。

## 創作過程
蓋索曾對《戴帽子的貓》的創作起源提出過多種說法。根據他最常提及的一個版本，他起初對斯波爾丁提供的單字清單感到非常沮喪，最後乾脆掃視整張清單，試圖從中找出兩個押韻的詞語作為靈感來源。結果選中的兩個詞便是「cat（貓）」與「hat（帽子）」。
晚年時，蓋索向傳記作者茱蒂絲與尼爾·摩根（Judith and Neil Morgan）回憶，靈感的萌芽其實來自波士頓霍頓米夫林辦公室的一部老舊電梯。他與斯波爾丁一同搭乘電梯時，遇見一位「身形嬌小、背部佝僂的女性操作員，戴著一隻皮革半指手套和一抹神秘微笑」，從而引發構思。安妮塔·席維也曾記錄類似的故事，指出這位女性是一位優雅又嬌小的非裔美國人，名叫安妮·威廉斯（Annie Williams）。 蓋索後來向席維透露，他在描繪《戴帽子的貓》時，正是以威廉斯為原型，並為戴帽子的貓配上她的白手套與那抹「狡黠、甚至帶點詭異的微笑」。

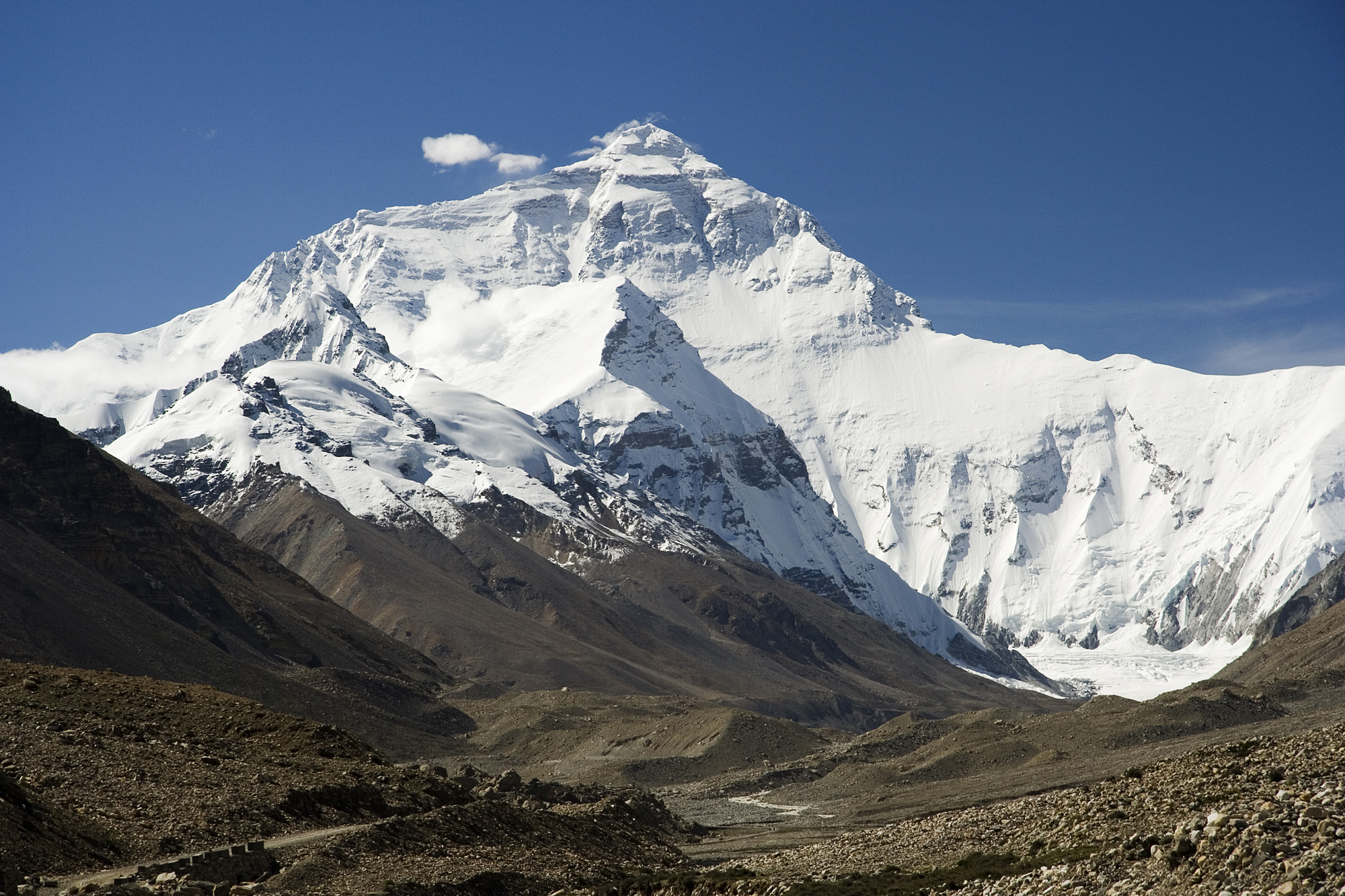
蓋索曾表示，他原先構思的某個故事與攀登聖母峰有關。

蓋索在兩篇1957年11月17日發表的文章中，也分享過彼此矛盾、部分虛構的創作回憶，分別為〈奧洛如何得到他的書〉（"How Orlo Got His Book"，刊於《紐約時報書評》）與〈我與一年級語言的奮戰〉（"My Hassle with the First Grade Language"，刊於《芝加哥論壇報》）。
在〈我與一年級語言的奮戰〉一文中，他提到曾向一家「極具聲望的教科書出版商」提案，希望撰寫一本關於「在零下60度攀登聖母峰」的兒童書籍。 對方雖然有興趣，卻告訴他：「你不能用『scaling（攀登）』、『peaks（山峰）』、『Everest（聖母峰）』、『60』、『degrees（度數）』……這些字都不行。」
蓋索也在1957年7月6日出版的《星期六晚郵報》中，由羅伯特·卡恩（Robert Cahn）撰寫的一篇報導中提及過類似的經歷。 在〈我與一年級語言的奮戰〉一文中，他描述了為創作一個「國王貓」與「王后貓」故事，歷經了「三個痛苦不堪的星期」。 因為「queen（王后）」這個詞不在指定的單字清單內，他的一年級外甥諾瓦爾（Norval）也不認識這個字。結果他只得放棄這個故事構想，並陷入了尋找合適字詞的瓶頸。蓋索曾嘗試用「Q」字母開頭的詞彙，但清單上根本沒有此類字詞；接著又試著用「Z」字母開頭的詞彙，依然一無所獲。最後，他完成的書稿拿給外甥看時，對方已升上高年級，甚至開始學習微積分了。不過，菲利普·尼爾指出，這位名叫諾瓦爾的外甥其實是蓋索虛構出來的人物。蓋索的姪女佩姬·歐文斯（Peggy Owens）確實有一個兒子，但在該文章發表時，這孩子才剛滿一歲。
在〈奧洛如何得到他的書〉一文中，蓋索描寫了一個名叫奧洛（Orlo）的典型虛構兒童，由於市面上的啟蒙讀本過於乏味，讓他對閱讀失去了興趣。 為了避免像奧洛這樣的孩子感到沮喪，蓋索決心創作一本真正吸引人的書。可惜他發現這項任務「就像是在情人隧道裡迷路，還遇上了女巫」。 他曾試著寫一本名為《斑馬女王》（The Queen Zebra）的故事，卻發現「queen」和「zebra」都不在允許使用的字彙清單內。正如他在另一篇文章中所說，清單上根本沒有任何以 Q 或 Z 開頭的字詞。接著他嘗試寫一個關於鳥的故事，卻發現「bird（鳥）」也不被允許。只好改用「有翅膀的東西」（wing thing）來稱呼，但這個角色又不能擁有「腿」、「喙」、「尾巴」，甚至不能有「左腳」或「右腳」。 他形容自己的創作過程說：「我用的方法，就像是想做一個蘋果派，卻家裡沒有蘋果派皮一樣。」
蓋索對於本書完成所耗時間的說法也不一，有時聲稱花了九個月，有時則說長達十八個月。 文學學者唐納·皮斯（Donald Pease）指出，與蓋索過去多數作品通常與妻子海倫合作不同，《戴帽子的貓》幾乎是由他獨力完成，標誌著他創作方式與生活的轉變。 羅伯特·L·伯恩斯坦也回憶當時的蓋索：「我越常見到他，他就越喜歡一個人獨處在那間工作室裡創作。」 皮斯認為，這項改變與海倫於1954年罹患格林-巴利综合征）並展開長期復健有密切關聯。

## 出版歷史

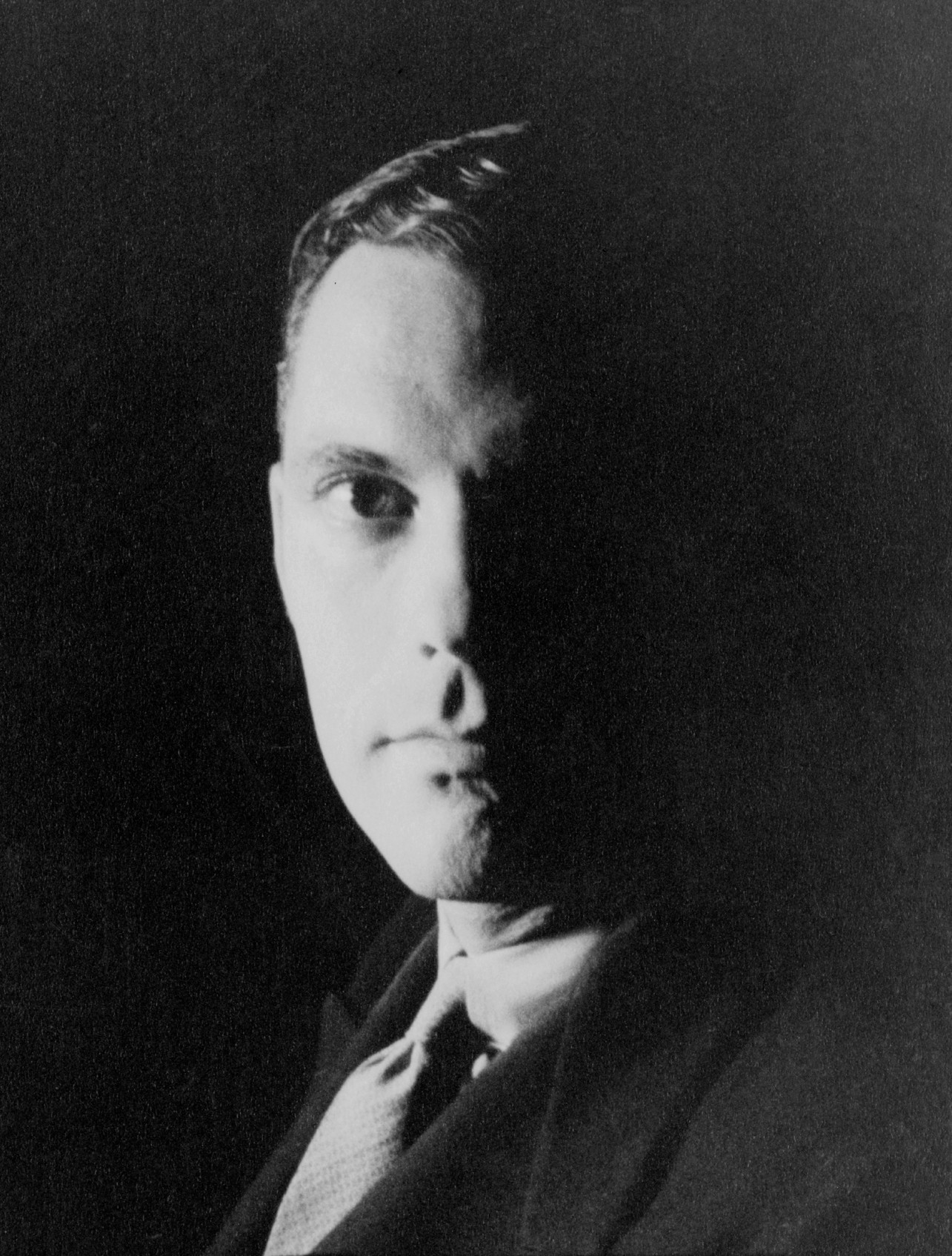
班尼特·瑟夫（攝於1932年），蘭登書屋總裁，促成蘭登書屋與霍頓米夫林的聯合出版協議。

蓋索在霍頓米夫林公司教育部門主管威廉·斯波爾丁（William Spaulding）邀請下，著手創作《戴帽子的貓》。然而，由於蓋索當時已與蘭登書屋簽約，因此蘭登書屋總裁班尼特·瑟夫與霍頓米夫林達成協議：蘭登書屋保有書店通路的商業銷售權，而霍頓米夫林則擁有教育市場的銷售權，負責向學校推廣。
霍頓米夫林的版本於1957年1月或2月率先發行，蘭登書屋的商業版則於3月1日上市。 雖然兩者封面設計略有不同，但內文內容完全一致。 首刷版本可由封面內折角右上角的「200/200」字樣辨識，代表定價為2.00美元；後續版本價格則降為1.95美元。
根據茱蒂絲與尼爾·摩根（Judith and Neil Morgan）的記載，該書一上市即銷售強勁。蘭登書屋的商業版初期每月平均銷量達12,000冊，且持續成長。 位於洛杉磯的布洛克百貨公司甚至在一天內售罄首批100本，隨即追加訂購250本。摩根夫婦認為，此書的成功主要仰賴「校園口耳相傳」，孩童從同儕那裡得知這本書後，便不停向父母要求購買。
相比之下，霍頓米夫林針對學校市場推出的版本銷售表現平平。蓋索在在強納森·科特於1983年撰寫的個人側寫中提到：「霍頓米夫林……很難將這本書推銷給學校。許多教師仍然偏愛《迪克與珍》，而我的書被視為過於新穎，甚至不夠莊重。不過蘭登書屋的班尼特·瑟夫爭取到書店的銷售權，結果卻大受歡迎。」 蓋索也向摩根夫婦表示：「父母比學校工作人員更能理解這類讀物的價值與必要性。」
出版三年後，《戴帽子的貓》全球銷量已接近一百萬冊，並被翻譯為法文、中文、瑞典文及點字版本。 2001年，《出版人週刊》將其列為史上最暢銷兒童書籍第九名。截至2007年，該書全球累積印量已超過1,000萬冊，翻譯版本超過12種語言，其中包括拉丁文譯本《Cattus Petasatus》。
為慶祝《戴帽子的貓》出版50週年，蘭登書屋於2007年推出《註解版戴帽子的貓：蘇斯與他的戴帽子的貓們的祕密》（The Annotated Cat: Under the Hats of Seuss and His Cats），收錄本書及其續作，並附有菲利普·尼爾撰寫的註解與導讀。

## 分析
菲利普·尼爾認為，《戴帽子的貓》的主角戴帽子的貓承襲了美國藝術傳統中「詐騙者」（con artist）類型人物的特質，與梅瑞迪斯·威爾遜筆下《歡樂音樂妙無窮》的男主角以及李曼·法蘭克·鮑姆《綠野仙蹤》中的奧茲巫師具有相似性。 尼爾進一步指出，蓋索本人與這隻貓之間存在強烈的自我投射。1957年7月6日《星期六评论》刊登的專訪中，便附有一幅蓋索將自己畫成貓的自畫像。 蓋索的編輯麥可·K·弗里斯亦支持此觀點，認為：「戴帽子的貓與泰德·蓋索密不可分。我認為這毫無疑問。他總能從混亂中找到樂趣，樂在觀察這個瘋狂的世界。」露絲·麥當勞（Ruth MacDonald）認為，書中戴帽子的貓的角色是為孩子們帶來「有趣的快樂」（fun that is funny），這種快樂與成人所強加的、結構化且嚴肅的「嚴肅快樂」形成鮮明對比。
在〈戴帽子的貓是黑人嗎？〉（"Was the Cat in the Hat Black?"）一文中，尼爾更進一步探討貓的形象與非裔美国人刻板印象之間的潛在關聯。他指出，戴帽子的貓可能部分受到黑人歌舞秀影響，尤其體現在蓋索早期卡通中對此類表演形式的借鑑，以及「cat」一詞在爵士樂界對音樂家的暱稱用法。 他認為，儘管蓋索後期致力創作對抗偏見的作品，仍無法完全擺脫童年所內化的文化預設，其視覺風格往往不自覺地重複了某些種族意識形態。

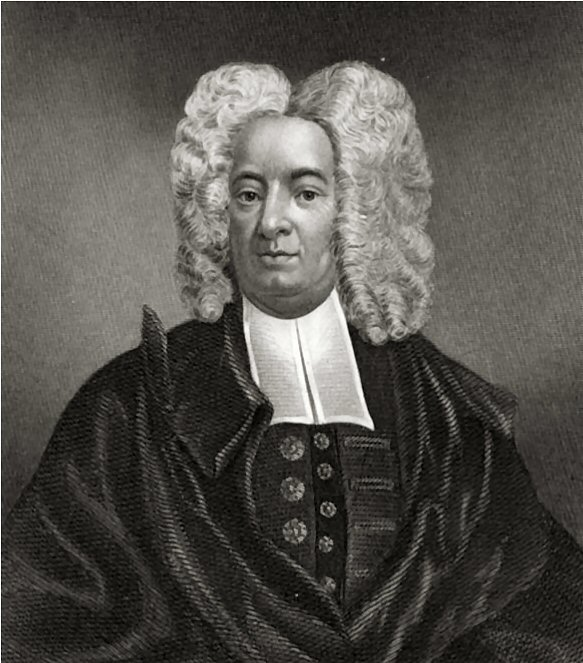
蓋索曾表示，書中的魚象徵他心中的科頓·馬瑟。

蓋索曾指出，書中的魚象徵他心目中的科頓·馬瑟，該清教徒道德論者曾在塞勒姆审巫案中扮演重要角色。貝蒂·孟施與艾倫·傅里曼進一步指出，蓋索借用早期基督教的魚形象，將魚塑造成象徵「超我」的道德化身，代表著不斷告誡、拘謹且保守的力量。尼爾亦提到，其他評論者曾將魚視為弗洛伊德「本我、自我与超我」理論中的「超我」，與象徵「本我」的貓形成對比。作家安娜·昆德倫（Anna Quindlen）則將貓視為「純粹的本我」，而孩子們則代表介於兩者之間的「自我」。 不過孟施與傅里曼認為，貓同時擁有「本我」與「自我」的特質。
麥當勞則從家庭結構角度解讀魚的角色，認為牠象徵缺席母親的聲音。 魚與貓之間的對立，不僅反映貓作為不速之客的身份，也象徵自然界中掠食者與獵物的關係，構成故事的核心張力。她指出，故事結尾時孩子們猶豫是否向母親坦承真相，而魚朝讀者投以「意有所指的眼神」，彷彿在說：「的確發生了一些事情，但在這種情況下，沉默是金。」艾莉森·路莉也認為：「故事強烈暗示孩子們可能不會告訴母親真相。」 她補充說，孩子們——無論是故事中的角色還是閱讀本書的讀者，都能藉由故事釋放破壞衝動，卻無需承擔現實中的後果。
1983年接受強納森·科特（Jonathan Cott）訪談時，蓋索表示：「《戴帽子的貓》是一場對權威的反叛，但當貓在結尾將一切收拾乾淨，這場反叛也隨之中和。這像是亞歷山大·克倫斯基那樣的革命，卻尚未達到弗拉基米尔·列宁的程度。」
文學評論家唐納·皮斯（Donald Pease）指出，《戴帽子的貓》在結構上延續了蘇斯博士早期作品的風格，故事開端為「一名對現實感到無聊的兒童」，隨後進入想像的奇幻世界。 然而，該書的幻想角色並非源自孩童的想像，而是突如其來闖入現實世界，這是蓋索首次讓幻想主角主動介入真實情境。 此外，與過去作品不同，《戴帽子的貓》的主角兄妹不僅身歷其境於奇幻事件，也在故事結尾對貓及其世界產生了全新的認知與態度轉變。

## 影響
魯斯·麥克唐納（Ruth MacDonald）表示：「《戴帽子的貓》是讓蘇斯博士成名的作品。若沒有這本書，蘇斯在兒童文學史上將只是個微不足道的人物。」唐納德·皮斯（Donald Pease）也同意此看法，指出：「《戴帽子的貓》是蘇斯博士故事庫中的經典之作，是他的基石與樞紐。在寫這本書之前，蓋索因《Quick, Henry, the Flit!》廣告活動比他的九本兒童書更為人知。」 此書的出版與風行，使蓋索成為美國文盲問題辯論的核心人物，皮斯稱之為冷戰時代「最重要的學術爭議」。
學者路易斯·梅南德（Louis Menand）認為：「《戴帽子的貓》改變了初等教育與兒童書籍的本質。它不僅代表閱讀應透過拼音教學的理念，也代表語言技巧，以及其他許多科目應透過插圖故事書教學，而非傳統的初學讀本和教科書。」1983年，蓋索曾對強納森·考特（Jonathan Cott）表示：「這是我最引以為傲的一本書，因為它促成了《迪克與珍》系列的消亡。」

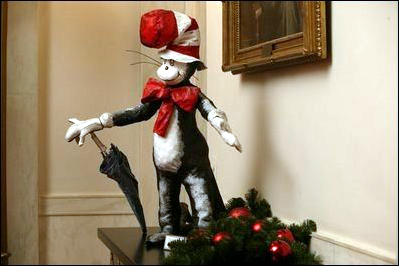
2003年於白宮展出的《戴帽子的貓》聖誕裝飾

這本書直接促成了初學者圖書出版社的成立，該出版社專注於出版類似《戴帽子的貓》的初學讀者書籍。 根據朱迪思與尼爾·摩根（Judith and Neil Morgan）記載，當蓋索的出版商之妻菲利斯·塞爾夫（Phyllis Cerf）注意到本書後，安排了雙方會面，進而共同創辦初學者圖書。 蓋索擔任總裁與編輯，戴帽子的貓成為該品牌的吉祥物，妻子海倫則是第三合夥人。蘭登書屋最初擔任發行商，直到1960年收購了初學者圖書。蓋索為該系列撰寫多本書籍，包括《戴帽子的貓回來了》（1958年）、《綠雞蛋和火腿》（1960年）、《跳到爸爸身上》（1963年）和《穿襪子的狐狸》（1965年）。他起初仍沿用有限詞彙表創作，後來逐漸相信「只要慢慢教導並搭配豐富插圖，孩子便能學會大量詞彙」。 其他作者也為該系列創作多本知名作品，如《一隻蒼蠅經過》（1958年）、《山姆和螢火蟲》（1958年）、《去吧，狗狗，去吧！》（1961年）和《大尋蜂行動》（1962年）。
《戴帽子的貓》及其形象多次出現在美國政治文化中。戴帽子的貓一手平衡多樣物品、站立於球上的形象，常被政治漫畫用來象徵人物平衡困境。政治漫畫家曾將比爾·柯林頓與喬治·W·布希描繪成此形象。 2004年，《瘋狂雜誌》發表文章〈布希政府與蘇斯博士世界的奇異相似之處〉，將白宮官員言論與蘇斯書中摘錄語句對比，並引述布希國情咨文承諾，搭配戴帽子的貓誓言片段：「我能拿起杯子、牛奶和蛋糕！我能拿起這些書！還有拿耙子上的魚！」 2007年第110届美国国会期間，參議院多數黨領袖哈利·里德將移民改革法案陷入僵局比喻為貓製造的混亂，甚至在議場朗讀本書部分內容，盼望藉此促成僵局化解，「如果你回頭讀蘇斯博士的書，戴帽子的貓最後會收拾善後。」 1999年，美國郵政局發行了一枚印有戴帽子的貓的郵票。
《戴帽子的貓》的風行也推動了蓋索其他兒童書的銷售。1940年出版的《霍頓孵蛋記》首年銷售5,801冊，次年降至1,645冊。1958年《戴帽子的貓》問世隔年，《霍頓》銷量攀升至27,643冊，1960年累計銷售超過20萬冊。
2020年，《戴帽子的貓》位列紐約公共圖書館「歷史十大最借閱書籍」第二名。

## 改編作品
《戴帽子的貓》已被改編為多種媒體形式，包括舞台劇、 電視節目、 以及電影。

### 電視節目
《戴帽子的貓》是一部1971年首播的動畫音樂特別節目，由艾倫·舍曼為戴帽子的貓配音。 1973年，舍曼再次在《蘇斯博士逍遙遊》中飾演戴帽子的貓，在該節目中主持了三個故事。 此角後來也出現在其他特別節目中，如1982年的《鬼靈精惹怒戴帽子的貓》。
在1996年至1998年播出的美國木偶劇集《蘇斯博士的奇幻世界》中，戴帽子的貓與「小貓們」一同登場，該節目由吉姆·漢森公司製作。布魯斯·拉諾伊爾為第一季的戴帽子的貓配音，第二季則由馬丁·P·羅賓森接替。
2010至2018年間的動畫影集《戴帽子的貓知識多！》則以繪本系列《戴帽子的貓的學習圖書館》為基礎改編，戴帽子的貓一角由馬丁·肖特配音。
比爾·哈德曾在2014年《週六夜現場》的短劇中扮演過戴帽子的貓。

### 電影
受到2000年真人電影《鬼靈精》熱潮的激勵，環球影業於2003年製作了真人版《戴帽子的貓》，由麥克·邁爾斯主演。電影上映後，蘇斯博士的遺孀奧黛麗·蓋索對角色的詮釋表示反對，並發誓日後不再允許真人版改編。
2012年，改編自蘇斯博士同名童書的動畫電影《羅雷司》取得票房成功，環球影業和照明娛樂宣布計劃製作《戴帽子的貓》的動畫電影。羅伯·利伯（Rob Lieber）原定撰寫劇本，克里斯·梅勒丹德利擔任製片人，蘇斯博士的遺孀奧黛麗·蓋澤爾擔任執行製片人，但該計畫最終並未執行。
2018年1月，華納兄弟影業為華納動畫集團（後來更名為華納兄弟影業動畫）取得了《戴帽子的貓》的動畫電影版權，作為與蘇斯博士企業（Dr. Seuss Enterprises）合作的一部分。2020年10月，宣布艾莉卡·里維諾亞和阿特·赫南德茲（Art Hernandez）接下導筒。2023年6月，亞歷山卓·卡洛尼取代赫南德茲擔任導演。
2024年3月，據報導稱比爾·哈德將會為標題角色「戴帽子的貓」配音。同月，華納兄弟影業動畫總裁比爾·達馬切克證實了哈德參演的消息，並宣布昆塔·布倫森、楊伯文、霍奇爾·戈梅茲、麥特·貝瑞和寶拉·佩爾加入配音陣容；哈德還將與蘇斯博士企業總裁兼執行長蘇珊·布蘭特（Susan Brandt）共同擔任執行製片人。傑瑞德·史騰和丹妮拉·馬祖卡托（Daniela Mazzucato）擔任製片人，雙重否定動畫負責動畫製作。2025年7月，隨著首支預告片釋出，亞美莉卡·費雷拉、迪亞哥·馬汀尼斯（Tiago Martinez）、泰塔斯·伯傑斯及吉安卡洛·伊坡托被揭露為本片的配音陣容之一。
2025年3月，電影上映日期提前一週至2026年2月27日，以避開與皮克斯动画工作室電影《狸想世界》的檔期競爭。2025年4月，電影被揭露將設定於一個名為「蘇斯宇宙」（Seussiverse）的共同世界中。

### 其他媒體
1997年，本書被改編為Living Books電腦互動讀本版本。
2003年，根據真人電影改編的《戴帽子的貓》電子遊戲，登上了 Xbox、PlayStation 2、Game Boy Advance 和 Microsoft Windows 平台。
2004年，又有一款基於原作繪本開發的電子遊戲，登上PlayStation及Game Boy Advance平台。
2009年，位於倫敦的皇家國家劇院創作了《戴帽子的貓》舞台劇版本，由凱蒂·米契爾改編並執導。 此劇後來曾在英國各地巡演，並再度上演。
《蘇斯派音樂劇》是一部融合多部蘇斯博士作品的音樂劇，劇中由戴帽子的貓擔任旁白。但該音樂劇於2000年11月開演，評價不佳，並在不到半年後停演。
位於環球冒險島樂園內的《戴帽子的貓》黑暗乘骑於1999年開幕，遊樂設施以原書為基礎設計。 聲音演出包括科瑞·伯頓配魚先生的聲音，科瑞·帕德諾斯（Corey Padnos）配小男孩， 以及桑蒂·福克斯分別為小東西一號與二號配音。

## 另見
- 蘇斯博士紀念館（英语：Dr._Seuss_Memorial）
- 鬼靈精（英语：Grinch）
- 大象荷頓（英语：Horton_the_Elephant）

### 書籍
- Cott, Jonathan. . Fensch, Thomas  (编). . McFarland & Company. 1983: 99–123. ISBN 0-7864-0388-8.
- Fensch, Thomas. . Woodlands: New Century Books. 2001. ISBN 0-930751-11-6.
- Fensch, Thomas (编). . . McFarland & Company. April 14, 1986: 125–127. ISBN 0-7864-0388-8.
- Hersey, John. . 生活. 24 May 1954  [8 November 2013].
- Lurie, Alison. . Nachbar, John G.; Lausé, Kevin  (编). . Popular Press. 1992. ISBN 978-0-87972-572-3.
- MacDonald, Ruth. . Twayne Publishers（英语：Gale (publisher)）. 1988. ISBN 0-8057-7524-2.
- Menand, Louis. . The New Yorker. 16 December 2002  [9 November 2013].
- Morgan, Judith; Neil Morgan. . 蘭登書屋. 1995. ISBN 0-679-41686-2.
- 菲利普·尼爾（英语：Philip Nel）. . New York: 蘭登書屋. 2007. ISBN 978-0-375-83369-4.
- 菲利普·尼爾（英语：Philip Nel）. . Continuum Publishing（英语：Continuum International Publishing Group）. 2004. ISBN 0-8264-1434-6.
- 唐納德·E·皮斯（英语：Donald E. Pease）. . Oxford University Press. 2010. ISBN 978-0-19-532302-3.
- Seuss, Dr. . Nel, Philip  (编). . 蘭登書屋. 17 November 1957: 167–169. ISBN 978-0-375-83369-4.
- Seuss, Dr. . Nel, Philip  (编). . 蘭登書屋. 17 November 1957: 170–173. ISBN 978-0-375-83369-4.